# Max Rood (musicus)
Marcus (Max) Rood (Den Haag, 16 januari 1880 - Amsterdam, 26 november 1951) was een Nederlands fagottist.
Hij was zoon van Louis Rood en Naatje Spiero. Hijzelf was getrouwd met Rika Smeer. Het Joodse echtpaar kreeg twee dochters. Alle vier wisten de Tweede Wereldoorlog te overleven. 
Max Rood kreeg zijn opleiding aan het Haags Conservatorium van Jacob David Henriques de la Fuente. Hij rondde daar in 1901 zijn studie af en vertrok naar Duitsland om er in een aantal orkesten te spelen. In 1903 nam hij als plaatsvervanger van Piet Elders zitting in het Utrechts Stedelijk Orkest van Wouter Hutschenruijter. Hij groeide er uit tot solofagottist. Hij trad er tevens als solist op en maakte in de hoedanigheid van orkestlid zeven dirigenten mee (van Hutschenruijter tot Willem van Otterloo). Hij speelde ook in het aan dat orkest gelieerde Utrechtsch Sextet (blaassextet) met onder andere Cor Kwant. Zijn loopbaan stokte toen de Duitse bezetter tijdens Tweede Wereldoorlog in 1942 bepaalde dat Joden geen deel meer mochten uitmaken van het openbare leven. Max Rood moest onderduiken en overleefde in Friesland de oorlog. Hij was na die oorlog al dermate oud, dat hij niet bij het orkest kon terugkeren als vast musicus, maar bleef er wel aan verbonden. Op die manier kon hij ook als remplaçant dienen bij het orkest van De Nederlandse Opera. Hij was vanaf 1947 ook nog enige tijd tweede fagottist bij het Concertgebouworkest in Amsterdam, alwaar hij ook kwam te wonen.
Hij overleed in Amsterdam op 71-jarige leeftijd en liet zich bij zijn vrouw begraven op de Israëlitische Begraafplaats in Utrecht.